# Oostkerke (Damme)
Oostkerke is een Belgisch polderdorpje en een deelgemeente van het West-Vlaamse stadje Damme, het was een zelfstandige gemeente tot aan de gemeentelijke herindeling van 1977. In 1974 werd Oostkerke verkozen tot het mooiste dorp van West-Vlaanderen.

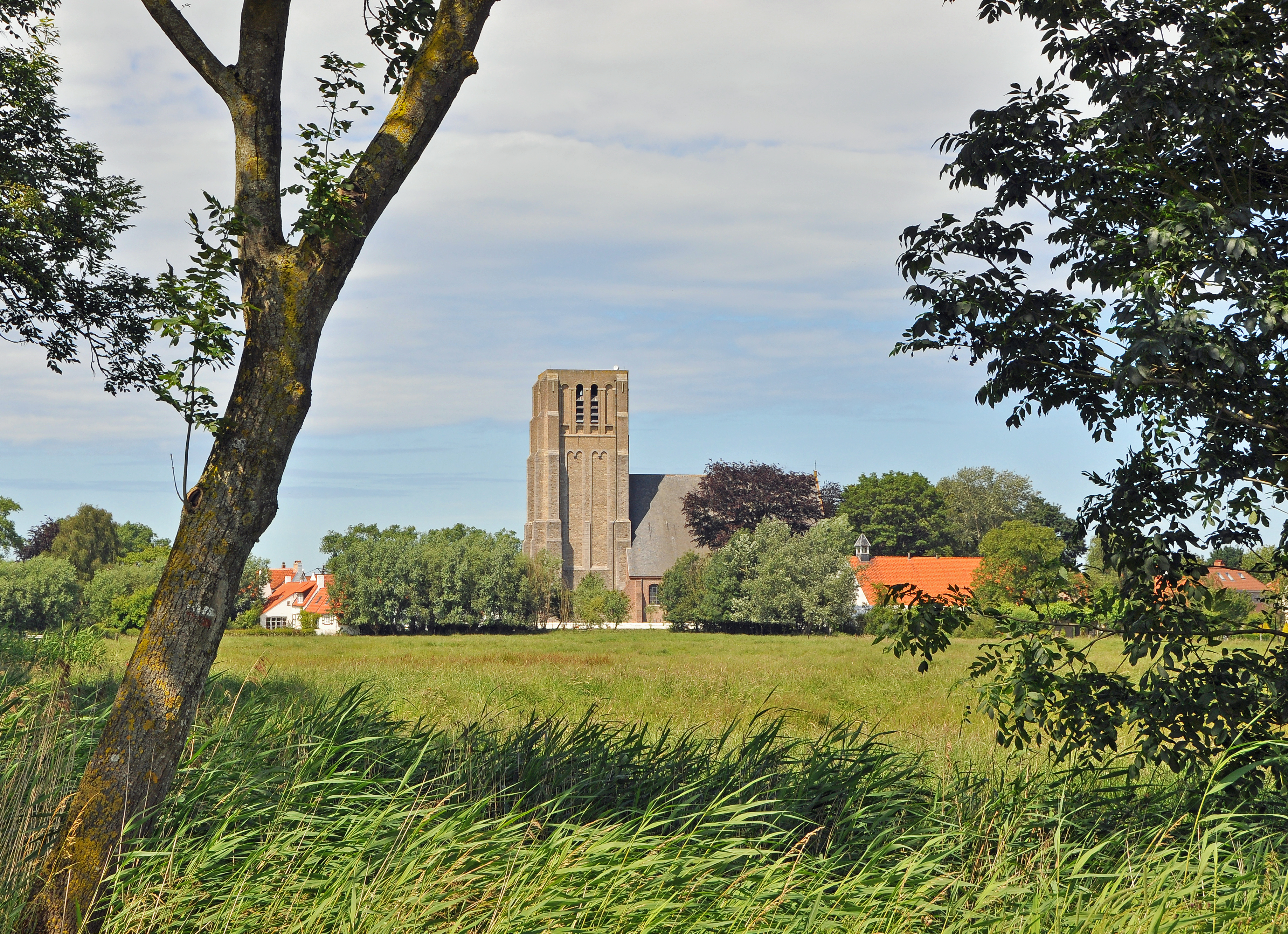
Gezicht op Oostkerke

## Geschiedenis
Oostkerke ontwikkelde zich op een - natuurlijke of kunstmatige - verhoging in een schorrengebied. Hoewel voor het eerst schriftelijk vermeld in 1028 als Ostkerka, gaat de ontstaansgeschiedenis mogelijk terug tot de 8e eeuw. In 1089 is er voor het eerst sprake van een zelfstandige parochie.
Een legende beweert dat de eerste kerk werd gebouwd op het graf van ene Guthago, die een Schotse prins zou zijn geweest die in de 9e eeuw de bewoners van de Vlaamse kust tot het christendom zou hebben bekeerd. Deze Guthago werd in 1159 heilig verklaard en daarmee de patroonheilige van de omstreeks 1100 gestichte kerk. Het patronaatsrecht daarvan was in handen van de Abdij van Saint-Quentin-en-l'Isle, en als gevolg werd de kerk uiteindelijk aan Sint-Quintinus gewijd.
De parochie had een aanzienlijke oppervlakte en omvatte in 1110 naast Oostkerke ook hulpkerken in Wulpen, Lapscheure, Moerkerke en Westkapelle. Toen in 1132 het Zwin ontstond, werd de parochie geografisch in tweeën gedeeld. In de 11e eeuw werd een ringdijk aangelegd, waarvan de Krinkeldijk deel uitmaakte. In de 12e en 13e eeuw ontstonden nog hulpkerken te Damme, gewijd aan Sint-Catharina respectievelijk Onze-Lieve-Vrouw. Daarnaast kwamen er hulpkerken in Sint Anna ter Muiden en Hoeke. Al deze acht hulpkerken werden uiteindelijk zelfstandige parochies welke alle onderhorig bleven aan de Abdij van Saint-Quentin.
Terwijl de handels- en scheepvaartactiviteit zich concentreerde in Monnikerede, een voorstadje van Oostkerke en gelegen aan het Zwin, vond in de omgeving van Oostkerke ook turfwinning plaats. Daarnaast heeft Oostkerke een drietal windmolens gekend, en bovendien een aantal rosmolens. Tegenwoordig (2018) is nog een maalvaardige windmolen, een molenromp en een rosmolen aanwezig.
Vanaf einde 14e eeuw trad verzanding van het Zwin op. Door het graven van de Zoute Vaart en later de Zoete Vaart trachtte men de scheepvaart te behouden, maar dit lukte niet en de havens raakten in verval. Toen in de tweede helft van de 16e eeuw de Tachtigjarige Oorlog uitbrak leidde deze tot plundering van kerk en kasteel van Oostkerke. Uiteindelijk kwam de frontlinie langs het Zwin te liggen. Van 1628-1640 kwam het Fort van Eienbroek tot stand om de bevoorrading van de Spaanse linies (Linie van Fontaine, Cantelmolinie) te beschermen.
Vanaf midden 17e eeuw werden herstelwerkzaamheden uitgevoerd. Verder werden baksteenfabrieken opgericht, welke hun activiteiten tot ver in de 20e eeuw uitoefenden.
Tijdens de Spaanse Successieoorlog (begin 18e eeuw) werden nieuwe versterkingen gebouwd op Oostkerks grondgebied, en wel het Verbrand Fort en het Fort van Damme, beide om de vesting Damme te beschermen. In de loop van de 18e eeuw werden enkele ontginningsboerderijen en een nieuwe pastorie gebouwd.
Van belang is de aanleg van de Damse Vaart in 1813, waarbij de restanten van Monnikerede, met name de Markt, voorgoed verdwenen. De 19e eeuw en de eerste helft van de 20e eeuw brachten aanzienlijke verbeteringen in de infrastructuur. De Eerste Wereldoorlog leidde tot de verwoesting van het Kasteel van Oostkerke door de bezetter. Veel ergere verwoestingen werden aangericht in de nadagen van de Tweede Wereldoorlog, toen tussen september en november 1944, bij het onschadelijk maken van de laatste Duitse tegenstand, de streek onder water werd gezet. Opnieuw werd het kasteel verwoest, en de kerktoren werd opgeblazen, waarbij ook het kerkschip zwaar beschadigd werd en ook de omringende huizen werden verwoest. Na de bevrijding werden de bouwwerken weer in historiserende stijl opgetrokken.

## Demografische ontwikkeling
- Bronnen:NIS, Opm:1831 tot en met 1970=volkstellingen; 1976 = inwoneraantal op 31 december

## Bezienswaardigheden
- Schilderachtig dorpsgezicht
- Sint-Quintinuskerk
- Dorpsmolen
- Oude Molen
- Rosmolen Claeys
- Kasteel van Oostkerke
- Fort van Beieren

## Galerij

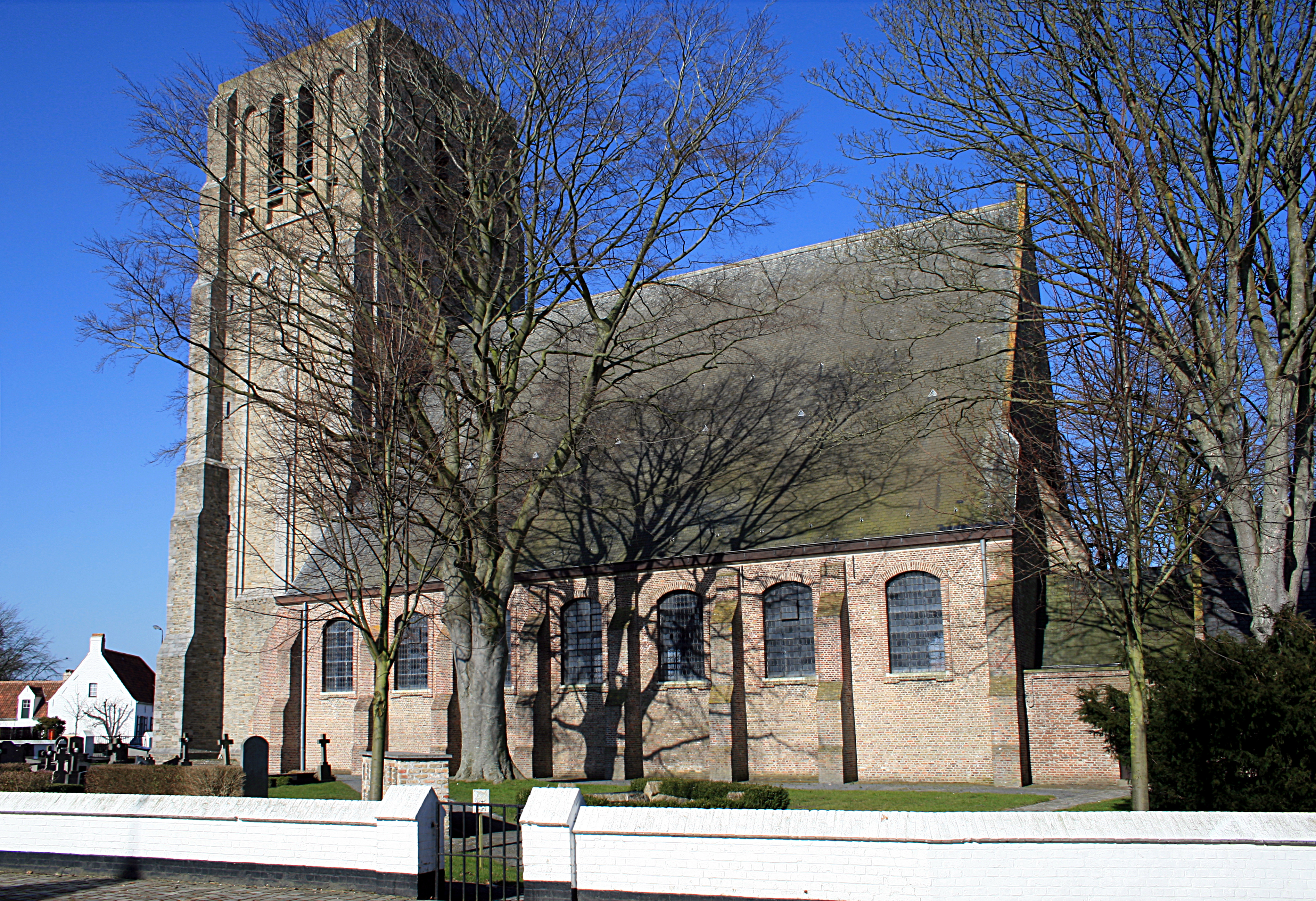
Sint-Quintinuskerk
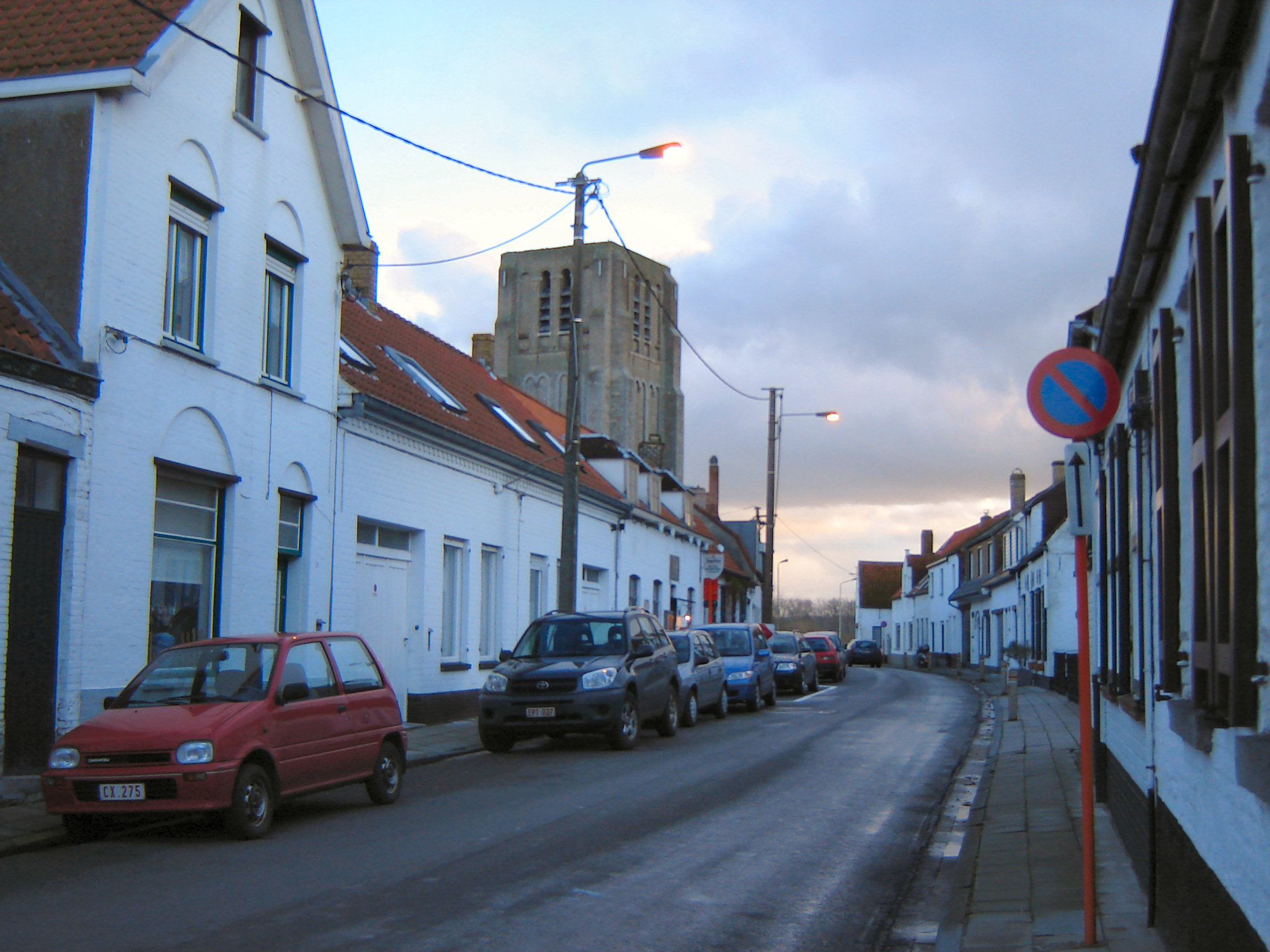
Sint-Kwintensstraat
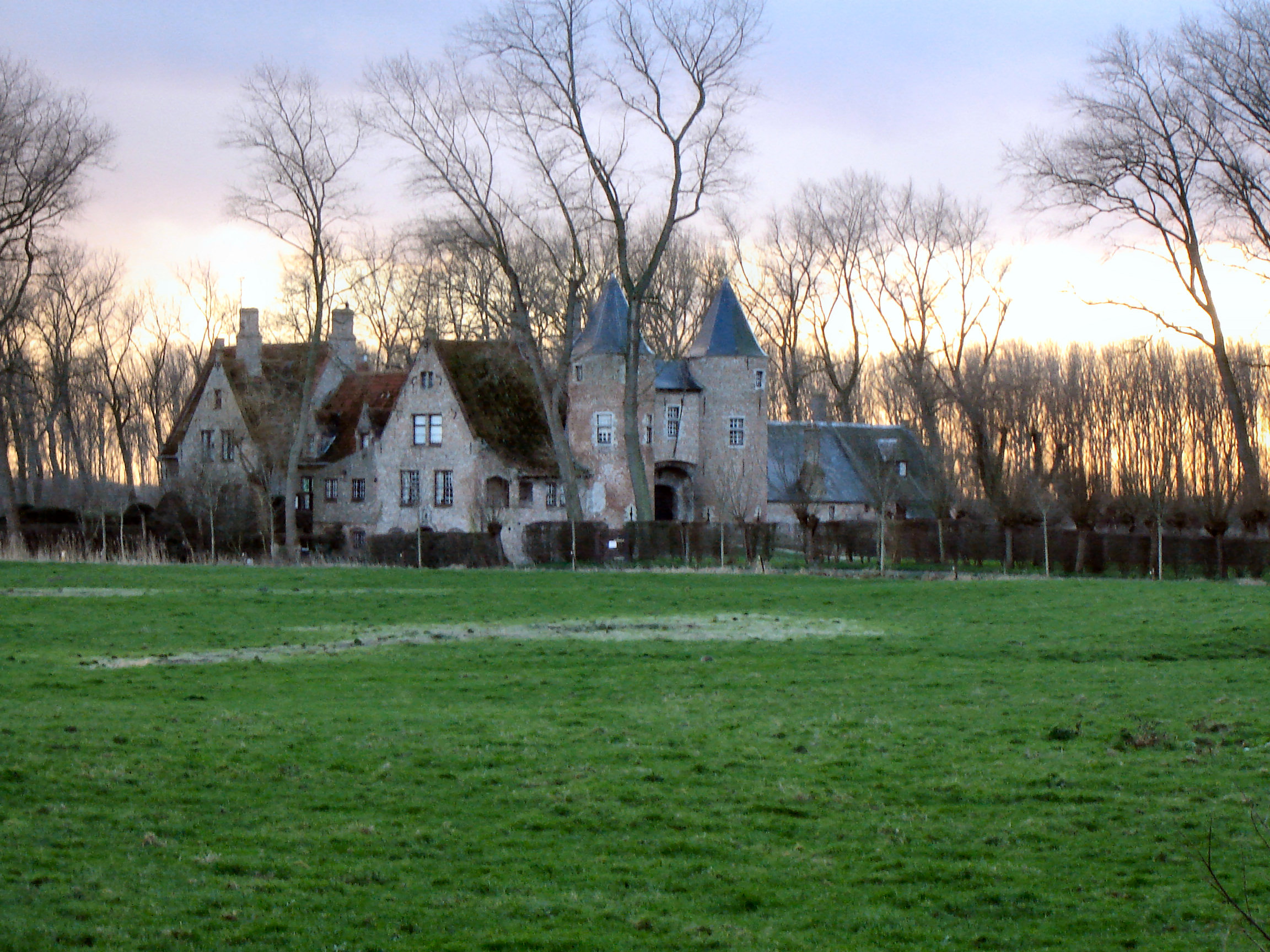
Kasteel van Oostkerke

## Natuur en landschap
Oostkerke ligt in het West-Vlaamse poldergebied op een hoogte van ongeveer 2 meter. Het dorp ligt in een schilderachtig landschap, waarin oude zeedijken (zoals de Krinkeldijk) en de kanalen een belangrijke rol spelen. De Damse Vaart, oorspronkelijk een scheepvaartkanaal, werd enige decennia later gekruist door twee parallelle afwateringskanalen zonder scheepvaartfunctie: Het Leopoldkanaal en de Schipdonkkanaal. Bij de buurtschap De Siphon kruisten deze kanalen elkaar en was, tot de Tweede Wereldoorlog, een inrichting om de scheepvaart mogelijk te blijven maken (sifon of onderduiker). Toen de sifons werden verwoest bleef de buurtschap van die naam en een bijzonder landschap. Andere waterlopen zijn de Eienbroekvaart en de Moerader.

## Nabijgelegen kernen
Hoeke, Westkapelle, Damme, Koolkerke

## Geboren
- Lucien Dendooven (1927-1973), Vlaams schrijver